# Jan Zetterberg
Jan Olov Zetterberg, född 23 oktober 1942 i Bromma i Stockholm, död 29 januari 2006 i Enskede i Stockholm, var en svensk koreograf.

## Biografi
Jan Zetterberg gjorde sig mest känd för att han grundade Dansens hus och var dess teaterchef fram till sin pension i december 2003.
Zetterberg började sin karriär som frilansdansare och fortsatte som koreograf, regissör, lärare och som mentor inom svenskt dansliv.  Han blev tidigt i sin karriär juniormästare i latinamerikansk dans och utbildade sig på Koreografiska institutet i Stockholm under åren 1965–1968. Han var med och bildade Danscentrum 1971. Från 1985 var han konstnärlig ledare för Dans på Cirkus, Dansteatern Stockholm, som blev språngbrädan till Dansens hus.
Under 1980-talet ledde han även koreografutbildningen vid Danshögskolan och satt i styrelsen för Carina Ari-stiftelsen.
År 2003 fick Zetterberg S:t Eriksmedaljen av Stockholms stad med motiveringen "Grundare och mångårig chef för Dansens Hus. För att han har gett dansen en egen arena i Stockholm."
Jan Zetterberg är begravd på Skogskyrkogården i Stockholm. Han var gift med Kathleen Quinlan Zetterberg.

## Teater

### Koreografi
| År   | Roll             | Produktion          | Regi         | Teater                 |
| ---- | ---------------- | ------------------- | ------------ | ---------------------- |
| 1982 | Brott och straff | Fjodor Dostojevskij | Jan Håkanson | Stockholms stadsteater |